# شوكت القنواتي
شوكت القنواتي(ولد 1321هـ1413 هـ/1904ـ 1992م) سياسي وطبيب واكاديمي سوري من دمشق. و من كبار الشخصيات العلمية المرموقة والمتميزه.

## ولادته وتحصيله
ولد شوكت بن محمود القنواتي قي مدينة دمشق(1321هــ/1904م) دخل المعهد الطبي في دمشق وتخرج منه طبيبًا في 1928م.أوفد الى فرنسا للاختصاص بالتوليد وأمراض النساء 1931ـ 1933.تتدرج في المناصب التدريسية حتى اصبح مدرساً في كلية الطب 1947.أوفد مرة ثانية الى فرنسا للتوسع في اختصاصه وكسب مهارات علمية أضافية باختصاصه في التوليد وامراض النساء.

## عمله ووظائفه
اسس دار التوليد في دمشق 1945 مثل الجامعة السورية في المؤتمر الدولي اليوبيلي لجمعية أمراض النساء في باريس 1951. ومثل كلية الطب في عدة مؤتمرات دولية منها. مؤتمر المشافي و الترفيه في بروكسل1952 ـ1953
المؤتمر الدولي الاوللدراسة أحدث الطرق في تعليم الطب لندن ـ 1953.مثل الجامعة السورية في مهرجان ابن سينا في طهران بمناسبة مرور ألف عام على وفاة ابن سينا. والقى كلمة التوليد وأمراض النساء في قانون ابن سينا.حضر المؤتمر الدولي الثاني في جنيف للتوليد وامراض النساء1954.ذهب الى الولايات المتحد ة في رحلة علمية زار من خلالها المؤسسات الصحية الشهيرة وكليات الطب و الجامعات. انتخب اول مرة عميداً لكلية الطب 1952. وفي العام التالي انتخب نائباً لرئيس الجامعة السورية. ومن ثم رئيس الجامعة السورية بين عامي (١٩٥٦-١٩٥٨) وتعتبر فترة رئاسته من الفترات الهامة في تاريخ الجامعة.شغل منصب وزير الصحة في الحكومة المركزية الثالثة في عهد الوحدة السورية - المصرية (الجمهورية العربية المتحدة) عام 1958.وزيراً للصحة في الإقليم السوري من٧ تشرين الأول ١٩٥٨ لغاية ٢٠ أيلول ١٩٦٠.

## كتبه وآثاره
- "فن التوليد": شارك مع الدكتور محمود برمدا في تأليف هذا الكتاب الهام في مجال طب التوليد وأمراض النساء، وقد صدر عام 1960. يعتبر هذا الكتاب مرجعًا أساسيًا في هذا التخصص.[4][5]

إسهاماته:
- كان له دور هام في تطوير جامعة دمشق خلال فترة رئاسته.
- ساهم في إثراء المكتبة الطبية العربية من خلال كتابه "فن التوليد".
- بصفته وزيرًا، كان له تأثير في السياسات الصحية والتعليمية خلال فترة الوحدة. ساهم من خلالها في خدمة بلاده في مجالي التعليم والصحة.

## وفاته
وفاته كانت (1413 هـ/ 1992م)